# Новатэк
ПАО «Новатэ́к» — компания, занимающаяся добычей природного газа в России. В 2021 году заняла 8-е место в рейтинге крупнейших частных компаний страны по версии Forbes. Находится на третьем месте по доказанным запасам газа в мире (на 2016 год). Основатель, председатель правления и крупнейший акционер — Леонид Михельсон. Штаб-квартира — в городе Тарко-Сале (Ямало-Ненецкий автономный округ). Полное наименование — Публичное акционерное общество «Новатэк».

## История
16 августа 1994 года было создано ОАО «Новафининвест», в 2003 году переименованное в «Новатэк». В течение последующих нескольких лет были приобретены лицензии на месторождения в ЯНАО — Восточно-Таркосалинское, Ханчейское и Юрхаровское.
По данным Forbes Global 2000, в 2020 году «Новатэк» занял 316-е место среди крупнейших компаний мира по объему листинга.
В марте 2013 года «Новатэк» выиграл на аукционе право разработки Восточно-Тазовского нефтегазоконденсатного месторождения, заплатив 3,19 млрд рублей.
В феврале 2021 года «Новатэк» продал Черничное нефтегазоконденсатное месторождение в ЯНАО с запасами 179 млн барр. нефтяного эквивалента своему совместному предприятию с французской компанией Total.

### Слияния и поглощения
В мае 2009 года «Новатэк» заявил о покупке у структур основателя нефтяного трейдера Gunvor, принадлежащего Геннадию Тимченко, 51 % компании «Ямал СПГ», которое владеет лицензией на Южно-Тамбейское газовое месторождение с запасами газа 1,256 трлн м³ (это сравнимо с совокупной величиной запасов «Новатэка» до покупки). Сумма сделки составила 650 млн долларов.
Тогда же стало известно о том, что основные владельцы «Новатэка» — менеджмент компании — объявили о продаже 13,13 % её акций Геннадию Тимченко.
В конце 2010 года компания осуществила ряд крупных приобретений: в ноябре вместе с «Газпром нефтью» у «Газпрома» куплены 51 % ООО «Северэнергия», чьи запасы составляют 1,3 трлн кубометров газа и 568 млн тонн нефти («Новатэк» в рамках данной сделки приобрёл 25,5 % «Северэнергии» за 24,4 млрд руб.), в декабре у «Газпромбанка» куплен контрольный пакет (48 %) компании «Сибнефтегаз», разрабатывающей Береговое и Пырейное газовые месторождения (также ей принадлежат лицензии на разработку Хадырьяхинского и Западно-Заполярного месторождений). Сумма сделки составила $841,15 млн, оставшиеся 49 % «Сибнефтегаза» принадлежат компании «Итера».
В начале ноября 2012 года было объявлено о том, что «Новатэк» договорился о покупке у предпринимателя Фархада Ахмедова 49 % крупного независимого производителя газа — «Нортгаза» (остальные 51 % акций последнего принадлежали «Газпрому»). Предполагалось, что сделка, сумма которой составит $1,375 млрд, должна быть закрыта до конца 2012 года.

## Собственники
На конец 2021 года основными акционерами компании были:
- Леонид Михельсон (24,8 %)
- Геннадий Тимченко (23,5 %)
- «Газпром» (10,0 %)
- Total (19,4 %) — доля фактически заморожена с 2022 года, компания приняла решение списать актив как убыток[14]

### История изменения структуры собственности
В 2006 году 19,9 % акций компании были проданы менеджментом «Газпрому» за сумму около $2 млрд.
Основные акционеры компании на 31 марта 2007 года — ООО «Левит» (26,66 %; 78,292 % долей этого ООО принадлежит председателю правления «Новатэка» Леониду Михельсону), «Газпром» (19,4 %), Внешэкономбанк (5,6 %). 14,25 % акций на сентябрь 2006 года принадлежали кипрской SWGI Growth Fund Ltd, также контролировавшейся менеджменту во главе с Михельсоном.
На 26 июня 2006 года капитализация компании в РТС составила 13,3 млрд долларов.

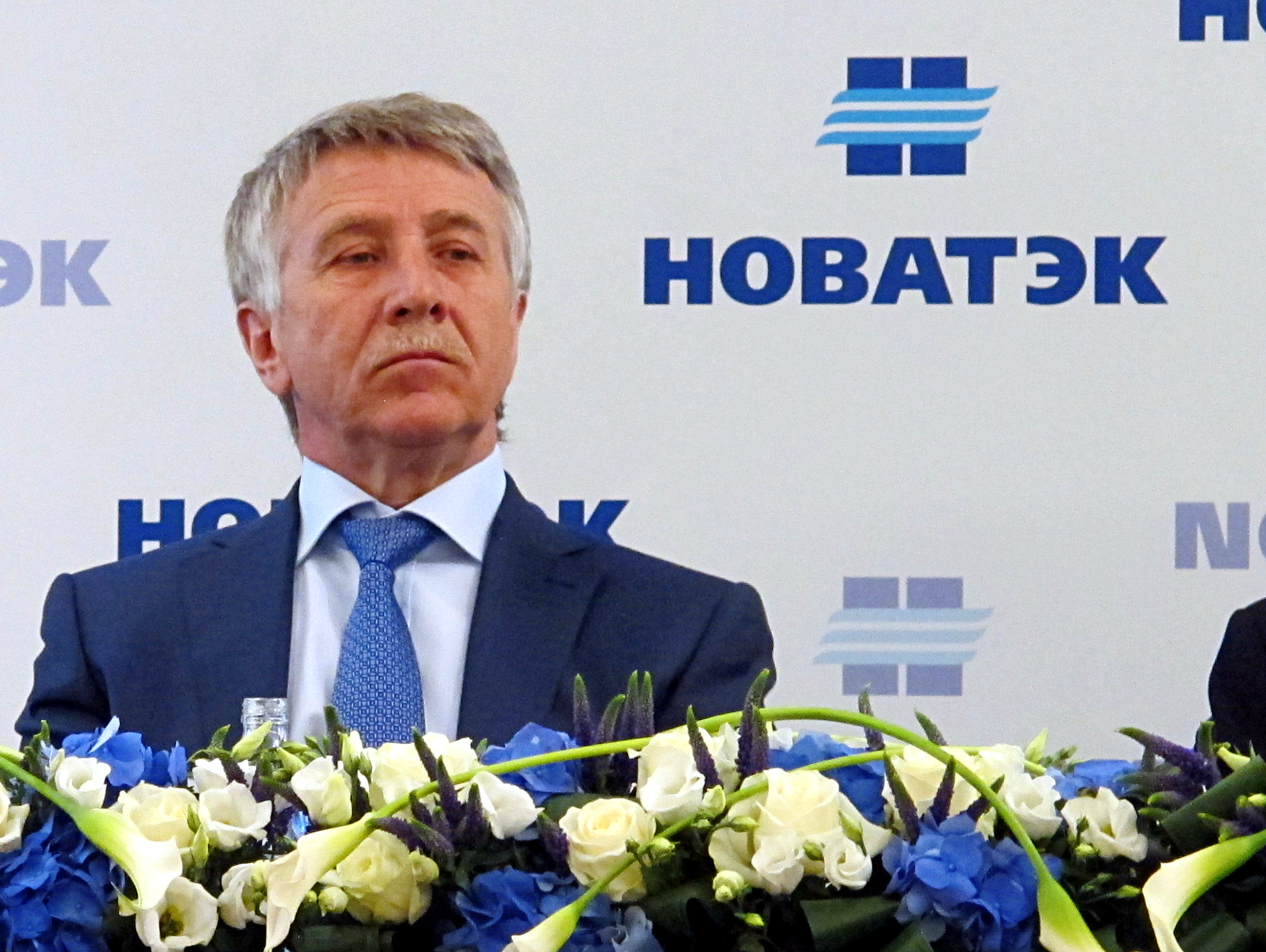
Леонид Михельсон на годовом собрании акционеров в 2016 году

На июль 2009 года основными акционерами компании были: «Газпром» (19,39 %), Clariden Leu Ltd. (5,07 %, принадлежит компании Геннадия Тимченко Volga Resources), ООО «Сантата» (13,13 %), ООО «Левит» (7,32 %, контролируемая Леонидом Михельсоном), ООО «Белона» (6,21 %), SWGI Growth Fund (5,66 %, контролируемая Леонидом Михельсоном), Bluebird Securities S.A. (5,66 %), владельцы ADR (24,99 %).
На декабрь 2010 года крупнейшими акционерами являлись:
- ООО «Левит» (более 7,3 %, контролируется Леонидом Михельсоном; всего Михельсон через различные структуры контролировал 27,17 % компании);
- Структуры Геннадия Тимченко (23,49 %);
- «Газпром» (19,4 %).

В декабре 2022 года совет директоров TotalEnergies принял решение о выводе представителей компании из состава совета директоров «Новатэка». Таким образом, TotalEnergies больше не сможет учитывать свою 19,4% долю в отчётности, что приведет к убыткам от обесценения активов в размере около $3,7 млрд в отчетности TotalEnergies за IV квартал 2022 года.

## Руководство
Председатель совета директоров компании — Александр Наталенко, председатель правления — Леонид Михельсон.

## Деятельность

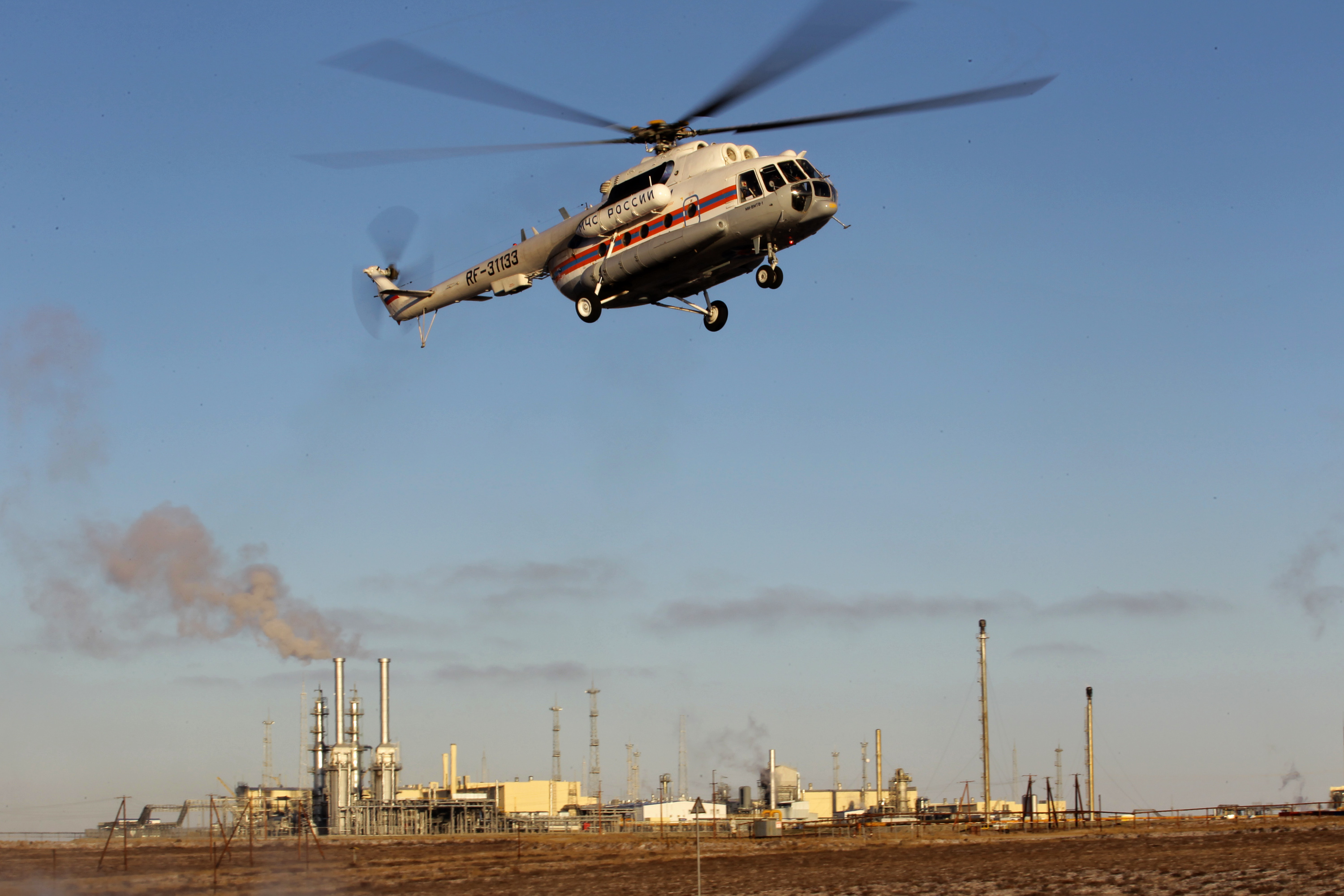
Юрхаровское газоконденсатное месторождение

«Новатэк» ведёт добычу на Юрхаровском, Восточно-Таркосалинском, Ханчейском и других месторождениях Ямало-Ненецкого автономного округа.
Также компании принадлежит завод по стабилизации и переработке газоконденсата в городе Тарко-Сале — «НОВАТЭК-Пуровский ЗПК», транспортная компания «Новатэк-Трансервис». Также в городе Новокуйбышевске: завод «Новатэк-Полимер», выпускающий полипропиленовую плёнку, трубоизоляционные материалы, пластиковые трубы, кабельную изоляцию, ПВХ-профиль, пластиковые окна и строительная компания «Нова», (бывший Государственный союзный трест «Куйбышевтрубопроводстрой»).
С 2007 года компания владеет 50 % участия в концессии на разведку и разработку углеводородов на шельфовом блоке Эль-Ариш в Арабской Республике Египет.
Доли акционеров «Ямал СПГ» распределены так: «Новатэк» — 60 %, Total — 20 % CNPC — 20 %. Сделка получила необходимые одобрения российских, европейских и китайских регуляторов в конце декабря 2013 года.
После включения Геннадия Тимченко в марте 2014 года в санкционные списки США, ЕС и Канады, курс акций компании понизился на 9,63 %.
В феврале 2019 года стало известно, что «Новатэк» планирует запустить в течение месяца среднетоннажный СПГ-завод в Высоцке (Ленинградская область), а в 2020 году может принять решение о строительстве ещё двух линий. Об этом на встрече с президентом РФ Владимиром Путиным сообщил глава компании Леонид Михельсон.
В марте 2019 года «Новатэк» сообщил о подписании обязывающего соглашения со CNODC по вхождению в проект «Арктик СПГ-2» с долей в 10 %.
Также компания строит в Мурманской области крупную специализированную верфь Центр строительства крупнотоннажных морских сооружений, предназначенную для создания морских платформ гравитационного типа с размещенными на них заводами сжижения природного газа.
В июне 2021 года НОВАТЭК построил и ввел в строй последнюю четвертую очередь завода ЯМАЛ СПГ.
В сентябре 2021 года принадлежащая «Новатэку» ООО «Ямал СПГ Ресурс» приобрела для изучения, разработки и добычи недра, включающие Арктическое и Нейтинское месторождения за 10,88 и 2,28 млрд рублей соответственно, по данным Роснедра. Специальным условием аукциона было участие исключительно дочерних структур «Новатека».
В январе 2022 года НОВАТЭК заключил долгосрочные контракты на поставку СПГ с китайскими компаниями ENN Natural Gas и Zhejiang Energy". Zhejiang Energy будет получать до 1 млн тонн СПГ ежегодно в течение 15 лет. ENN Natural Gas — около 0,6 млн тонн СПГ в год в течение 11 лет.
В ноябре 2023 года президент России Владимир Путин подписал законы о либерализации экспорта СПГ, которые позволят НОВАТЭКу существенно расширить экспорт СПГ. Поправки учитывают предложение главы НОВАТЭКа Леонида Михельсона о том, чтобы право поставок могли получать проекты без привязки к конкретным месторождениям.

### Запасы
По оценке «DeGolyer & MacNaughton», общий объём доказанных запасов углеводородов (по методике SEC — Комиссии США по ценным бумагам и биржам) по состоянию на 31 декабря 2008 года — 4957 млн баррелей нефтяного эквивалента (БНЭ). При этом объём доказанных запасов газа на эту дату вырос по сравнению с 2007 годом на 67 млрд м³ и составил 690 млрд м³. На конец 2008 года коэффициент обеспеченности запасами углеводородов «Новатэка» составил 23 года.
На начало 2010 года запасы «Новатэка» по российской классификации составили 2,5 трлн м³. На конец 2020 года запасы составили около 16,4 млн баррелей нефтяного эквивалента .

### Показатели деятельности
За 2020 год компания добыла 77,37 млрд м³ природного газа (за 2008 год — 30,9 млрд м³). За 2020 год компания реализовала 75,6 млрд м³ газа, причём 66,69 млрд — на внутреннем рынке.
Выручка компании за 2020 год составила 712 млрд руб. (за 2019 год — 863 млрд руб.), операционная прибыль — 161 млрд руб. (за 2019 год — 221 млрд руб.).
Чистая прибыль по МСФО за 2020 год упала в 12 раз до 67,8 млрд руб. по сравнению с 2019 годом. Среди негативных причин в «Новатэке» называют ограничения, связанные с распространением коронавируса, и развал сделки ОПЕК+, вызвавший падение спроса и цен на нефть и газ.
В 2021 году компания вошла в рейтинг журнала Forbes «200 крупнейших частных компаний России 2021», где заняла 8 место с выручкой 711,8 млрд рублей.
По данным «Новатэка», в 2021 году добыча углеводородов составила 626 млн баррелей нефтяного эквивалента, в том числе 79,89 млрд м³ природного газа и 12,3 млн тонн жидких углеводородов (газовый конденсат и нефть). По сравнению с 2020 годом добыча выросла на 2,9 %.
Согласно исследованиям некоммерческой организации CDP, «Новатэк» ответственен за 0,14 % выбросов глобальных индустриальных парниковых газов в период с 1988 до 2015 года.
- В 2018 году рейтинговое агентство «Эксперт РА» присвоило  ПАО «Новотэк» рейтинговую оценку ruAAA со стабильным прогнозом, рейтинг ежегодно подтверждается (2019-2024)[34].
- Рейтинговое агентство АКРА в 2024 году присвоило компании рейтинговую оценку AAA(RU) со стабильным прогнозом[35].

## Санкции
В июле 2014 года «Новатэк» внесён в списки санкций США и Канады, запрет действует на предоставление долгового финансирования (лишение возможности делать заимствования на американском рынке более чем на 90 дней). В 2016 году США ввели санкции в отношении дочерних предприятий «Новатэка».

## Награды
- Орден «За доблестный труд» (22 июня 2024 года) — за большой вклад в развитие топливно-энергетического комплекса и высокие показатели в производственной деятельности[40].